# Diocesi di Port Pirie
La diocesi di Port Pirie (in latino Dioecesis Portus Piriensis) è una sede della Chiesa cattolica in Australia suffraganea dell'arcidiocesi di Adelaide. Nel 2023 contava 28.340 battezzati su 174.500 abitanti. È retta dal vescovo Karol Kulczycki, S.D.S.

## Territorio
La diocesi comprende la parte meridionale del Territorio del Nord e tutta l'Australia Meridionale, ad eccezione della parte sud-orientale.
Sede vescovile è la città di Port Pirie, dove si trova la cattedrale di San Marco.
Il territorio è suddiviso in 14 parrocchie.

## Storia
La diocesi di Port Augusta fu eretta il 10 maggio 1887 con il breve Ex debito pastoralis di papa Leone XIII, ricavandone il territorio dalla diocesi di Adelaide, che contestualmente fu elevata ad arcidiocesi metropolitana.
Il 7 giugno 1951 la sede vescovile è stata trasferita da Port Augusta a Port Pirie e la diocesi ha assunto il nome attuale, in forza del decreto Quo plenius di Propaganda Fide.

## Cronotassi dei vescovi
Si omettono i periodi di sede vacante non superiori ai 2 anni o non storicamente accertati.
- John O'Reilly † (13 maggio 1887 - 5 gennaio 1895 nominato arcivescovo di Adelaide)
- James Maher † (10 gennaio 1896 - 20 dicembre 1905 deceduto)
- John Henry Norton † (18 agosto 1906 - 22 marzo 1923 deceduto)
- Andrew Killian † (26 febbraio 1924 - 11 luglio 1933 nominato arcivescovo coadiutore di Adelaide[1])
- Norman Gilroy † (10 dicembre 1934 - 1º luglio 1937 nominato arcivescovo coadiutore di Sydney[2])
- Thomas Absolem McCabe † (13 dicembre 1938 - 15 novembre 1951 nominato vescovo di Wollongong)
- Bryan Gallagher † (13 marzo 1952 - 11 agosto 1980 dimesso)
- Francis Peter de Campo † (11 agosto 1980 succeduto - 23 aprile 1998 deceduto)
- Daniel Eugene Hurley (27 novembre 1998 - 3 luglio 2007 nominato vescovo di Darwin)
- Gregory O'Kelly, S.I. (15 aprile 2009 - 1º agosto 2020 ritirato)
- Karol Kulczycki, S.D.S., dal 1º agosto 2020

## Statistiche
La diocesi nel 2023 su una popolazione di 174.500 persone contava 28.340 battezzati, corrispondenti al 16,2% del totale.
| anno | popolazione | popolazione | popolazione | presbiteri | presbiteri | presbiteri | presbiteri                | diaconi | religiosi | religiosi | parrocchie |
| anno | battezzati  | totale      | %           | numero     | secolari   | regolari   | battezzati per presbitero | diaconi | uomini    | donne     | parrocchie |
| ---- | ----------- | ----------- | ----------- | ---------- | ---------- | ---------- | ------------------------- | ------- | --------- | --------- | ---------- |
| 1950 | 14.316      | 96.393      | 14,9        | 31         | 31         |            | 461                       |         |           | 73        | 18         |
| 1966 | 22.747      | 130.000     | 17,5        | 46         | 40         | 6          | 494                       |         | 13        | 89        | 28         |
| 1970 | 27.523      | 149.998     | 18,3        | 37         | 33         | 4          | 743                       |         | 11        | 90        | 28         |
| 1980 | 30.102      | 179.000     | 16,8        | 41         | 32         | 9          | 734                       |         | 13        | 66        | 23         |
| 1990 | 38.400      | 179.000     | 21,5        | 44         | 31         | 13         | 872                       |         | 17        | 55        | 26         |
| 1999 | 29.859      | 175.468     | 17,0        | 41         | 31         | 10         | 728                       |         | 14        | 27        | 23         |
| 2000 | 28.912      | 167.337     | 17,3        | 38         | 29         | 9          | 760                       |         | 12        | 27        | 23         |
| 2001 | 28.912      | 167.337     | 17,3        | 36         | 27         | 9          | 803                       |         | 11        | 20        | 23         |
| 2002 | 28.912      | 168.337     | 17,2        | 37         | 27         | 10         | 781                       |         | 13        | 22        | 23         |
| 2003 | 28.653      | 166.713     | 17,2        | 37         | 28         | 9          | 774                       |         | 11        | 24        | 23         |
| 2004 | 28.653      | 166.713     | 17,2        | 35         | 27         | 8          | 818                       |         | 10        | 26        | 23         |
| 2013 | 32.400      | 187.600     | 17,3        | 28         | 28         |            | 1.157                     | 1       |           | 20        | 18         |
| 2016 | 28.487      | 172.209     | 16,5        | 27         | 28         | 1          | 1.017                     | 1       | 1         | 17        | 16         |
| 2019 | 27.069      | 166.871     | 16,2        | 27         | 25         | 2          | 1.002                     | 1       | 3         | 14        | 16         |
| 2021 | 27.885      | 171.670     | 16,2        | 22         | 22         |            | 1.267                     | 2       |           | 12        | 14         |
| 2023 | 28.340      | 174.500     | 16,2        | 21         | 21         |            | 1.349                     | 2       |           | 14        | 14         |